# Stephansplatz (métro de Vienne)
Pour les articles homonymes, voir Stephansplatz (homonymie).
Stephansplatz (en allemand : U-Bahn-Station Stephansplatz) est une station des lignes U1 et U3 du métro de Vienne. Elle est située à proximité de la Stephansplatz, dans le Ier rrondissement Innere Stadt à Vienne en Autriche. 
Mise en service en 1978 (station U1) et en 1991 (station U3), elle permet les correspondances entre ces deux lignes.

## Situation sur le réseau

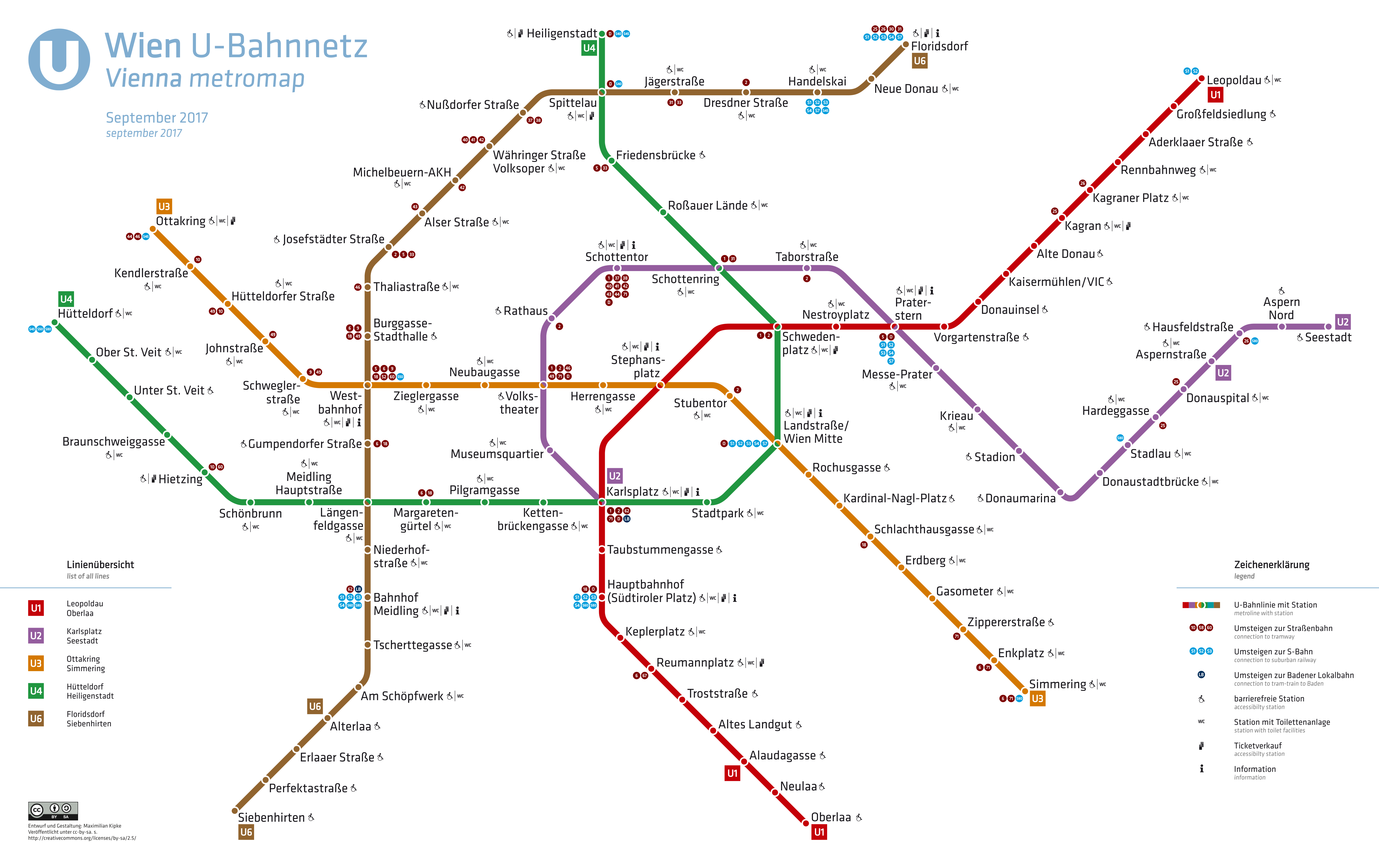
Plan du métro (2017).

Établie en souterrain, Stephansplatz est une station de correspondance du métro de Vienne incluant : une station de passage de la ligne U1 et une station de passage de la ligne U3.
La station Stephansplatz U1 est située entre la station Karlsplatz, en direction du terminus nord Oberlaa, et la station Schwedenplatz, en direction du terminus sud Leopoldau. La station Stephansplatz U3 est située entre la station Herrengasse, en direction du terminus ouest Ottakring, et la station Stubentor, en direction du terminus est Simmering.

## Histoire
La station Stephansplatz U1, de la ligne U1, est mise en service le 18 novembre 1978, lors de l'ouverture à l'exploitation du prolongement de Karlsplatz à Stephansplatz. Elle devient une station de passage le 24 novembre 1979, lors de l'ouverture du prolongement suivant jusqu'à la station Nestroyplatz.
Elle devient une station de correspondance lors de la mise en service de la station Stephansplatz U3, le 6 avril 1991, lors de l'ouverture à l'exploitation de la première section de la ligne U3, de Erdberg à Volkstheater.

## Services aux voyageurs

### Accès et accueil
Elle dispose de plusieurs bouches équipées d'escaliers fixes et d'escaliers mécaniques, dans les rues du quartier, ils permettent de rejoindre un vaste hall souterrain qui permet par l'intermédiaire notamment de nombreux escaliers mécaniques et quelques ascenseurs de rejoindre les quais des deux stations en passant par plusieurs autres niveaux en sous-sol. Elle est accessible aux personnes à mobilité réduite par des trajets sans obstacles avec notamment un ascenseur allant jusqu'en surface.

Autres bouches
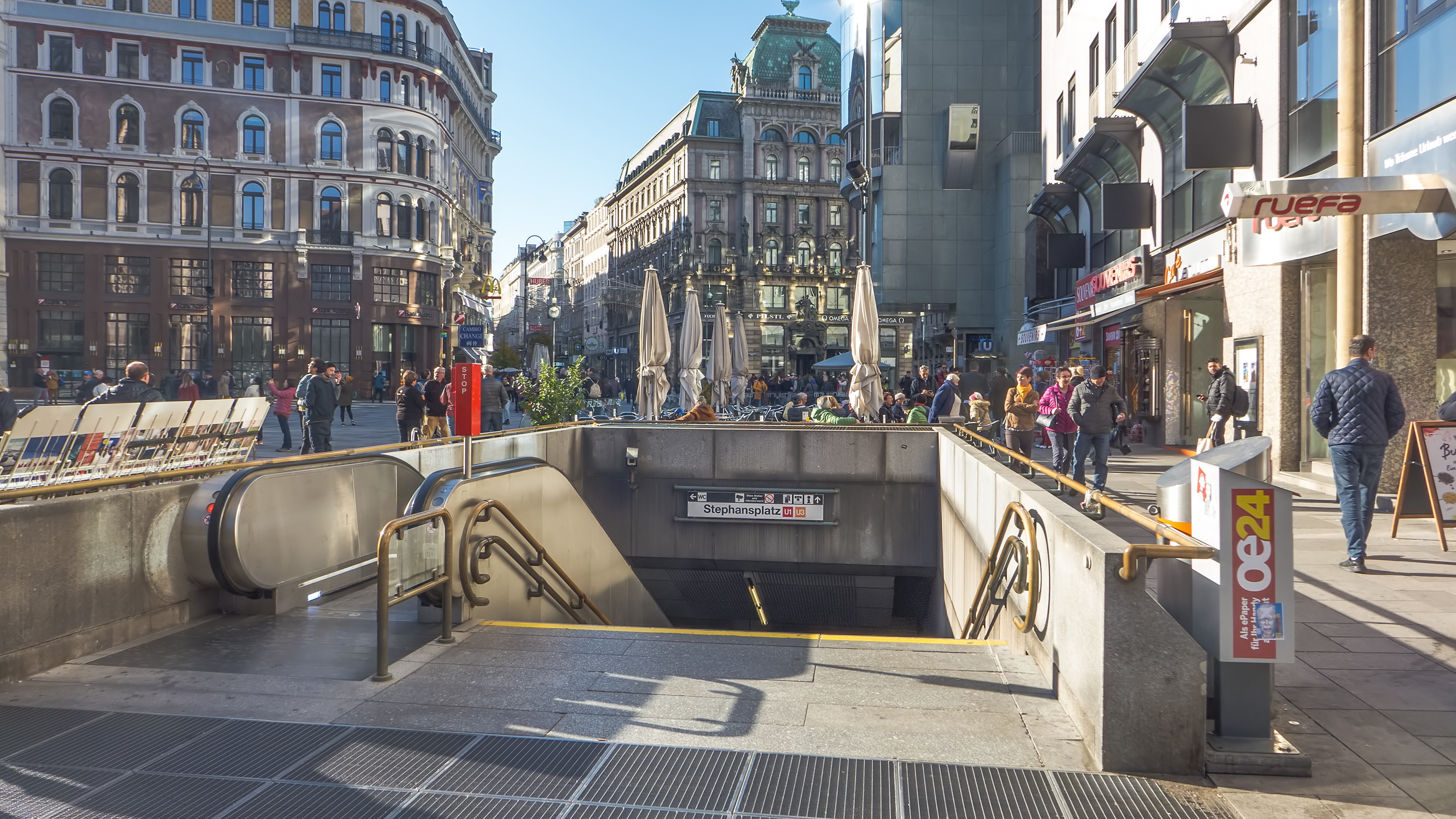
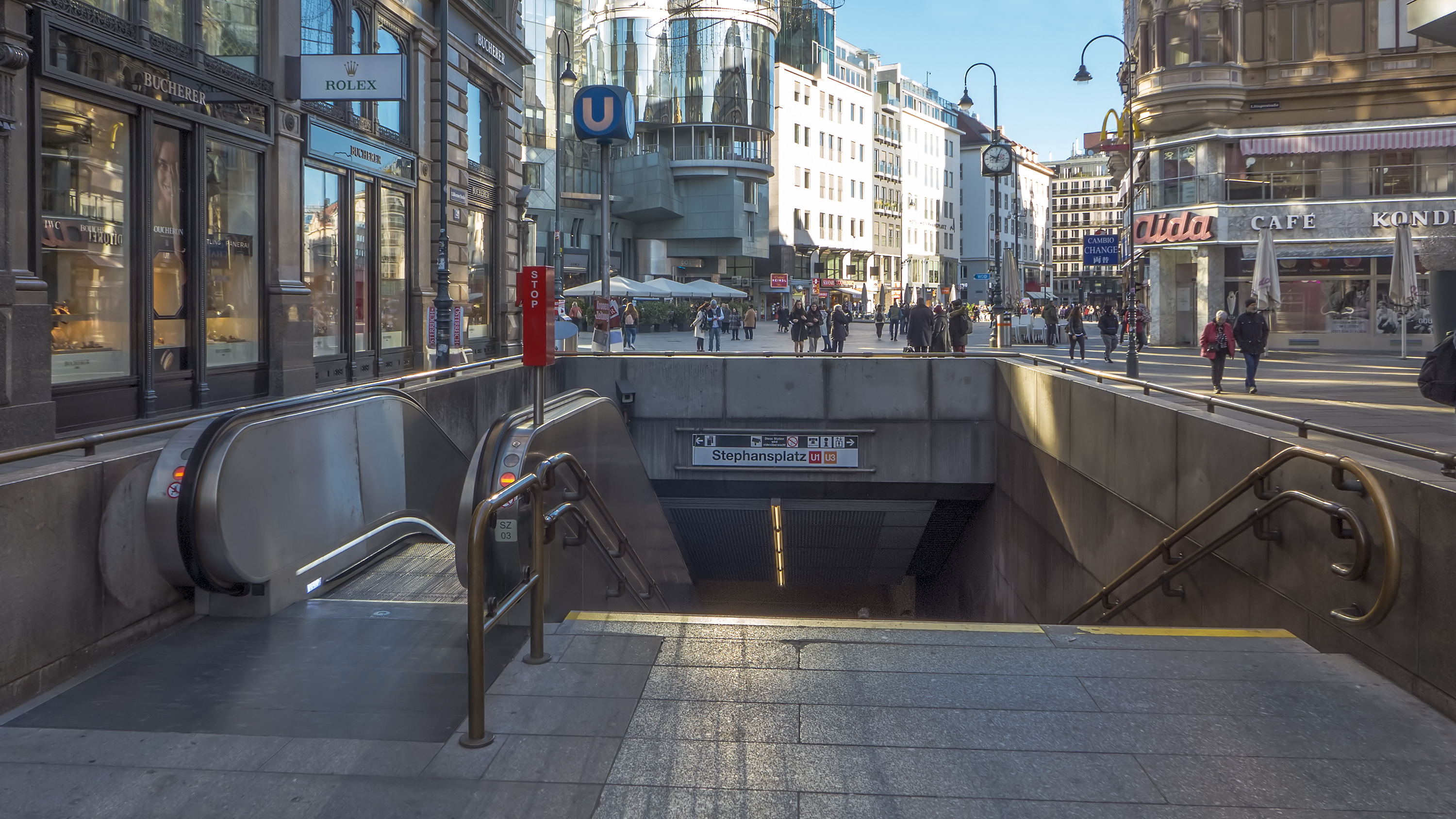
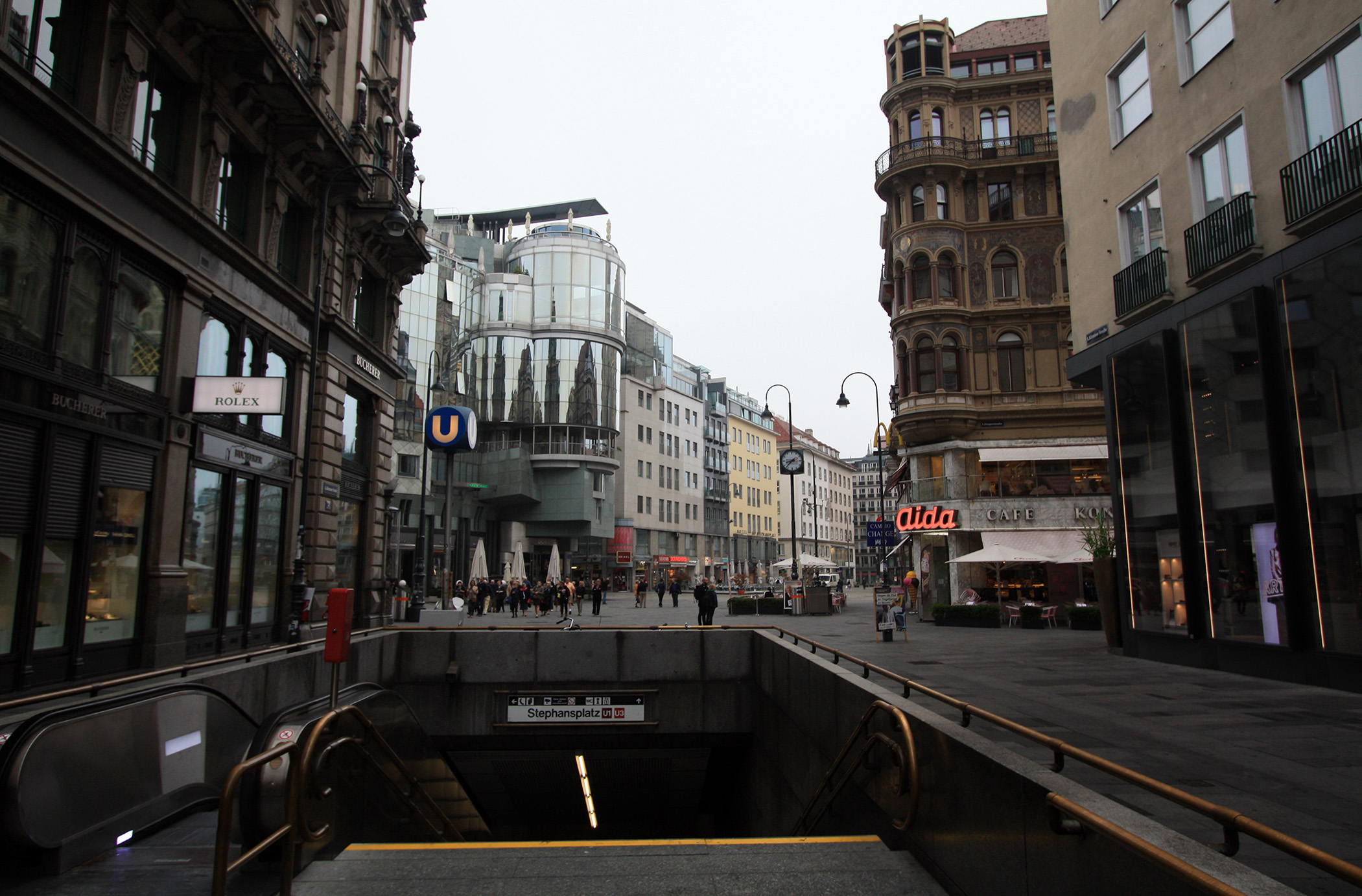

### Desserte
Stephansplatz est une station de correspondance composée :
d'une station Stephansplatz U1 desservie exclusivement par les rames qui circulent sur la ligne U1 du métro de Vienne ; 

Station Stephansplatz U1
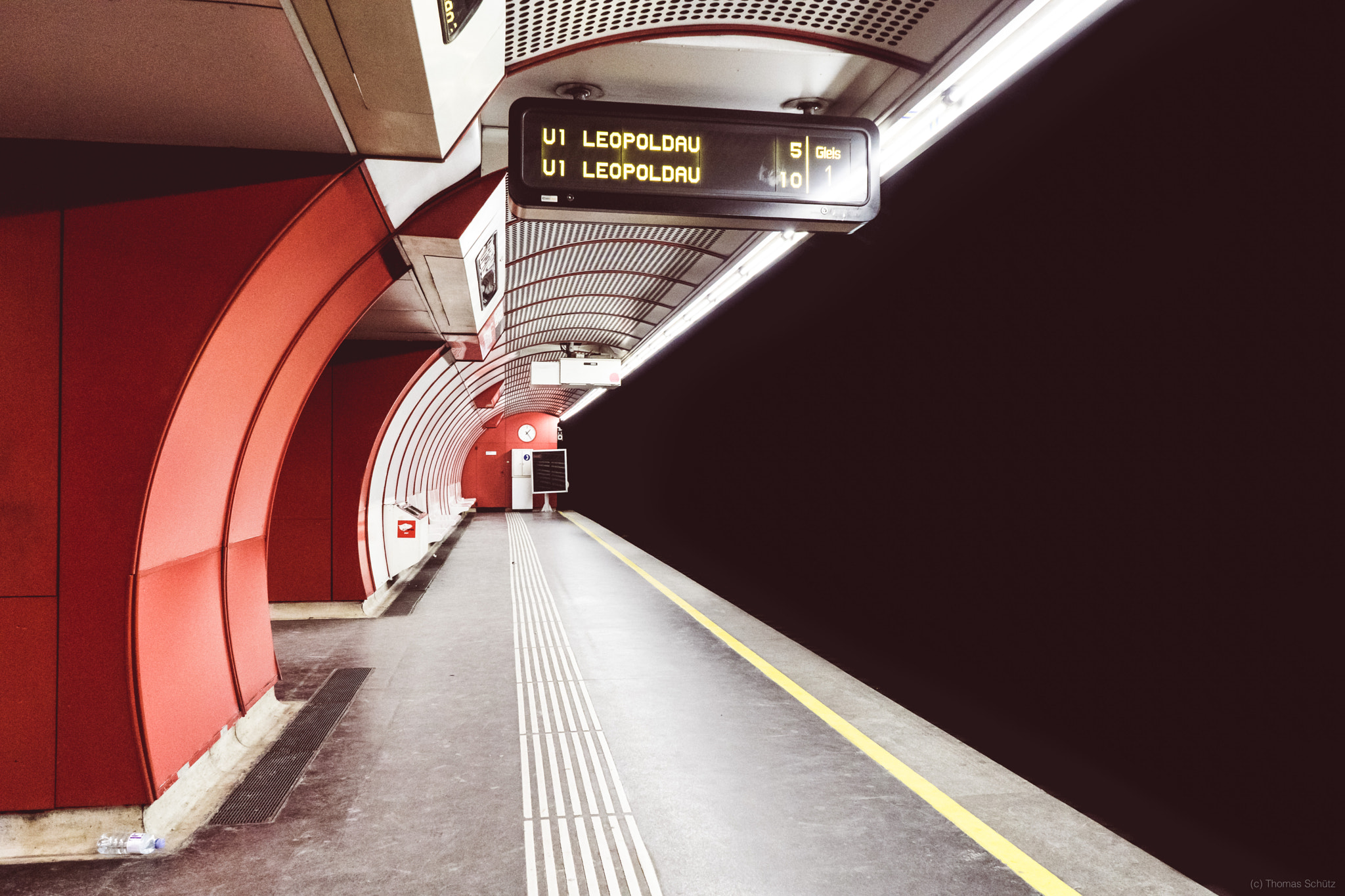
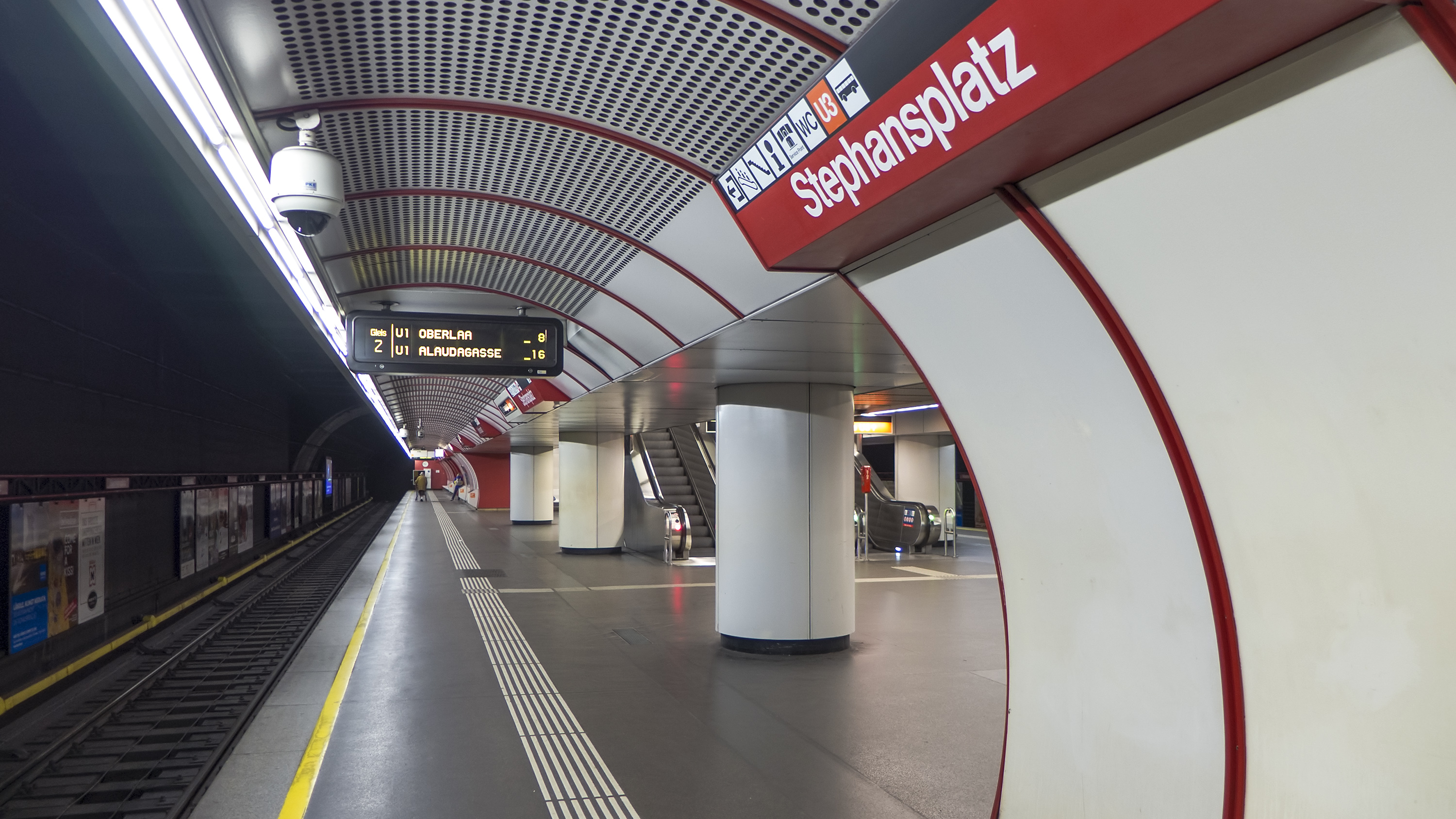
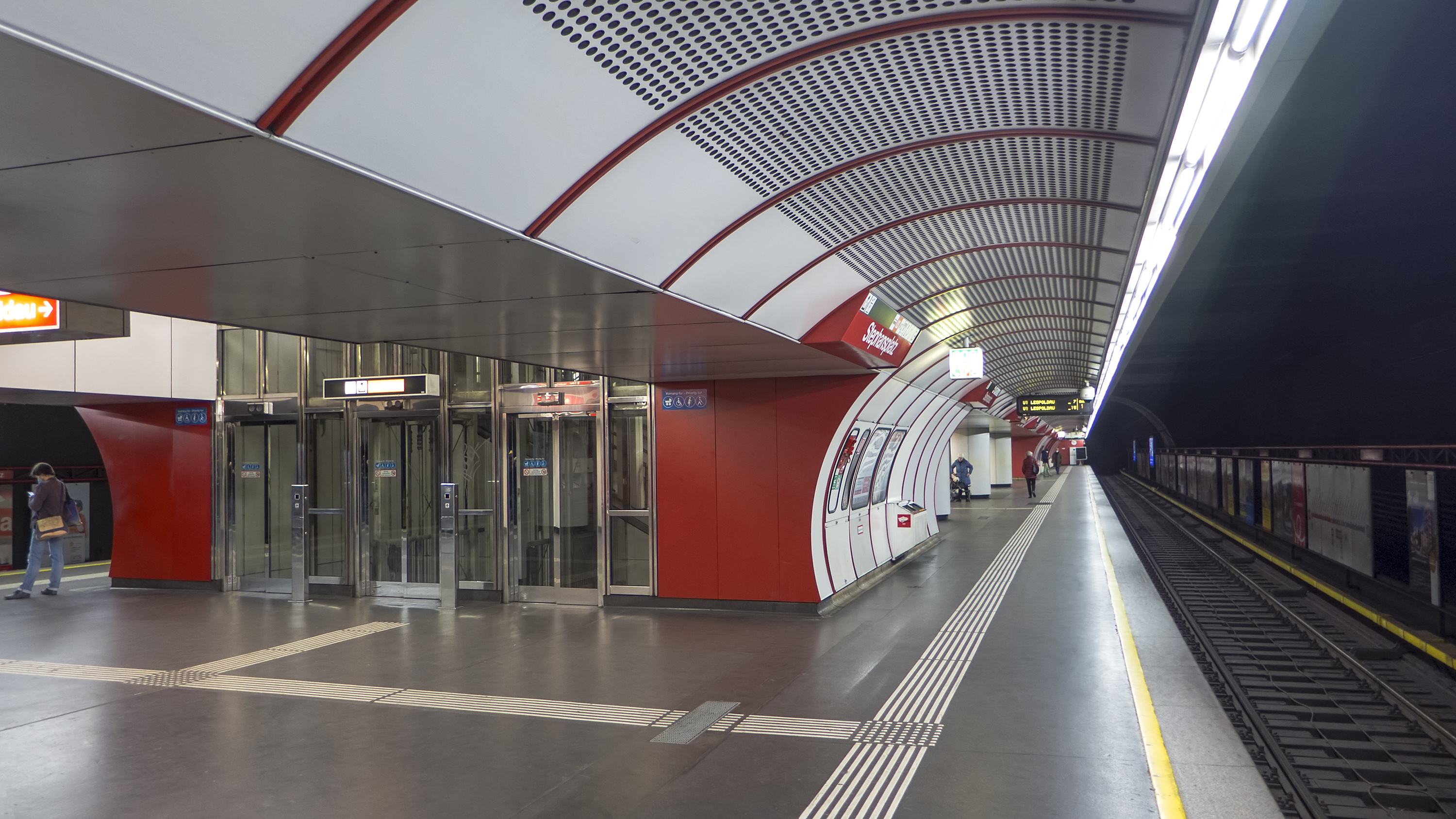

et d'une station Stephansplatz U3 desservie exclusivement par les rames qui circulent sur la ligne U3 du métro de Vienne. 

Station Stephansplatz U3
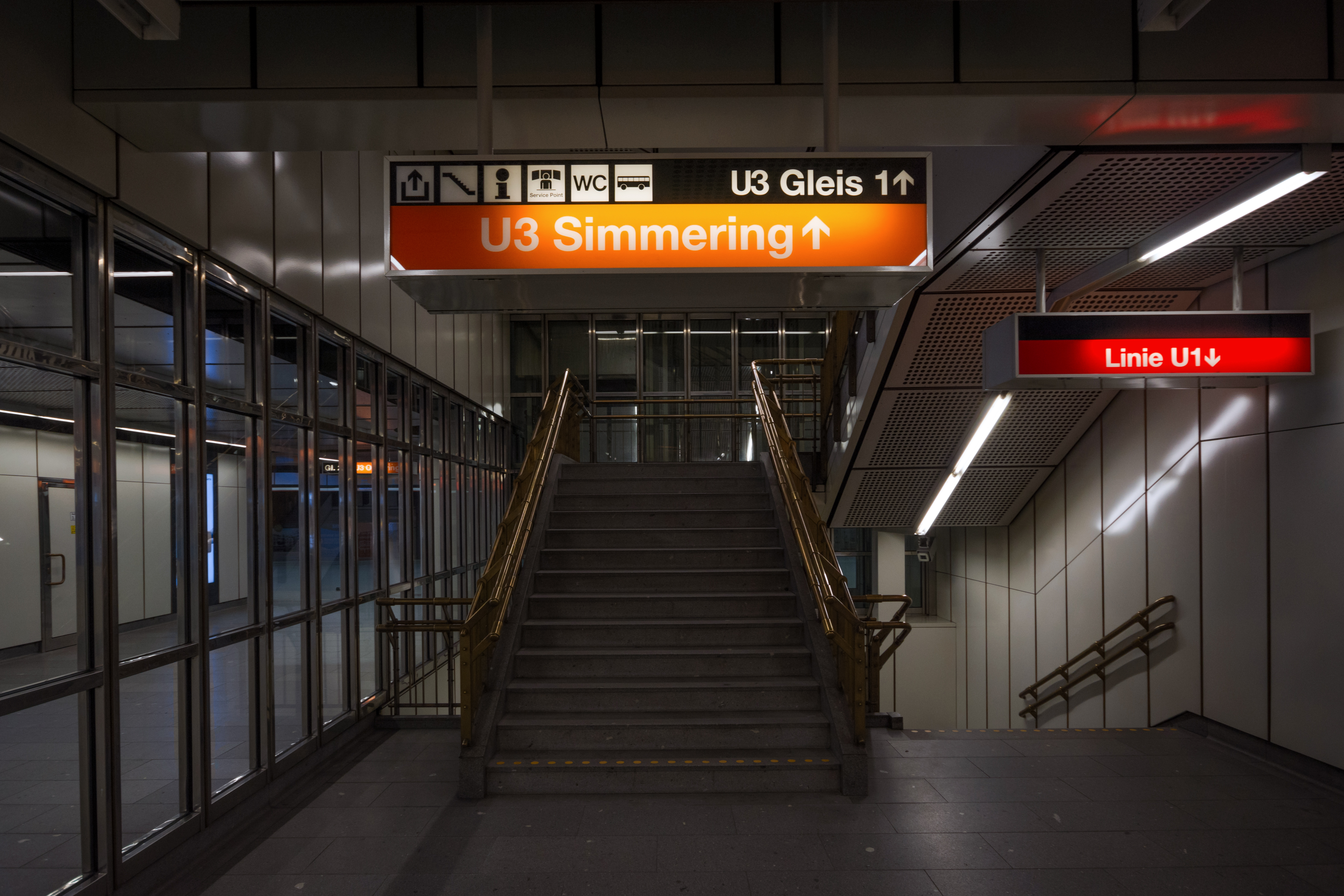
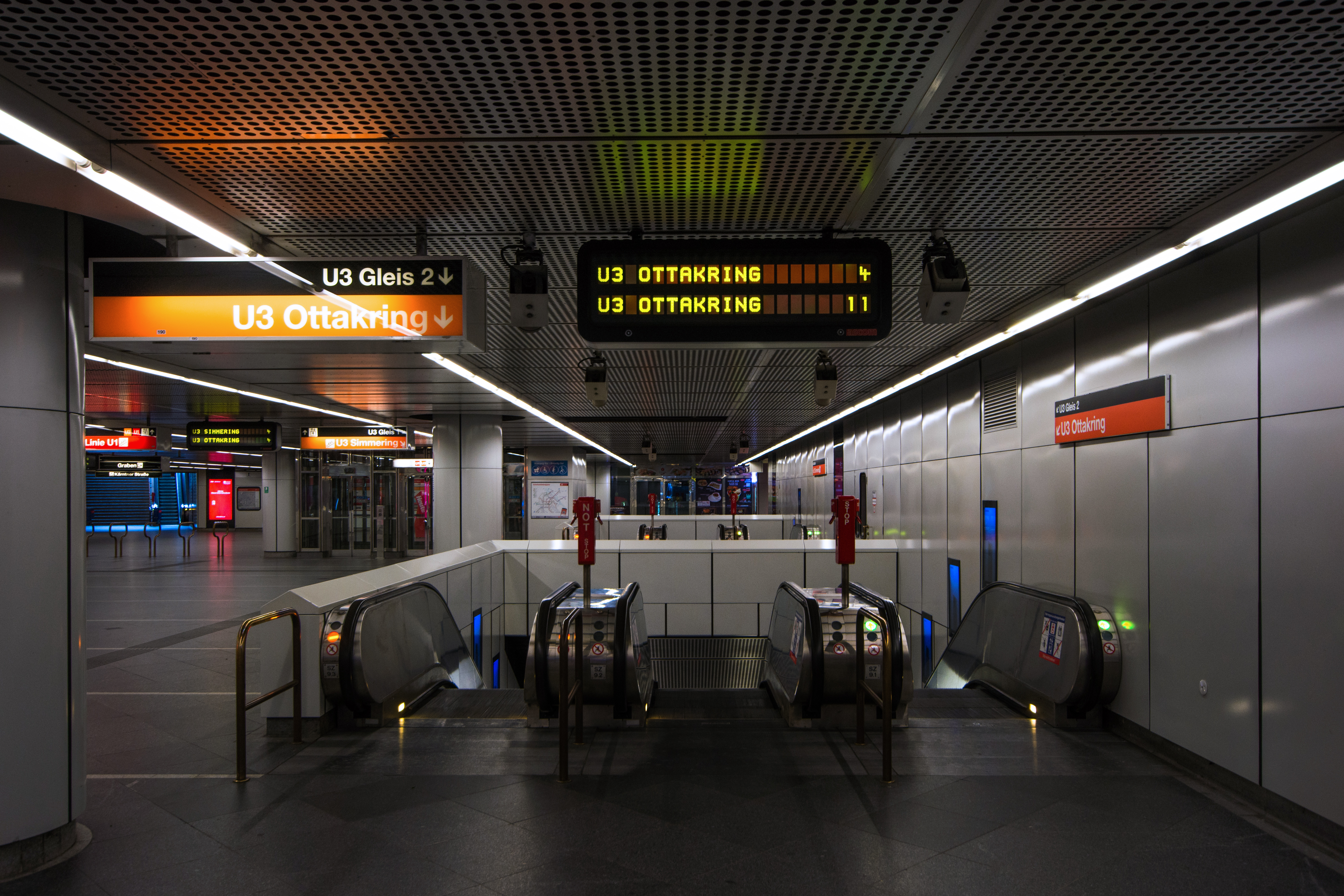
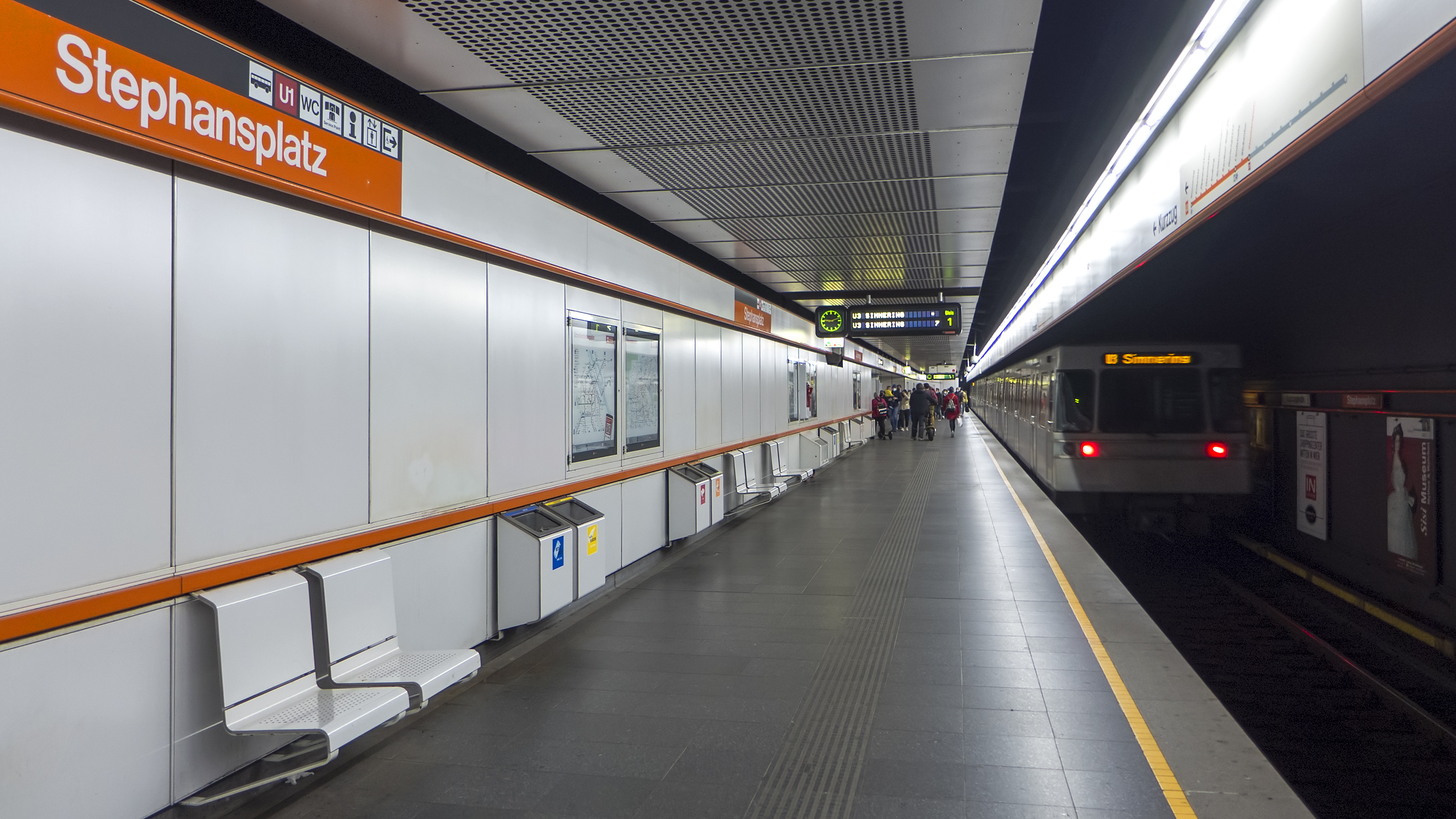

### Intermodalité
Dans les rues avoisinantes, des arrêts de bus sont desservis par quelques lignes.

## À proximité
- Stephansplatz
- Cathédrale Saint-Étienne de Vienne
- Palais Équitable
- Immeuble Haas
- Virgilkapelle (de), chapelle souterraine redécouverte lors de la construction de la station du métro elle est accessible depuis les couloirs souterrains du métro.